# Sérgio Fleury Moraes
Sérgio Fleury Moraes (Santo Anastácio, 25 de outubro de 1959 – Jaú, 23 de fevereiro de 2024) foi um jornalista brasileiro atuante no interior do Estado de São Paulo. Nascido em Santo Anastácio, Sérgio Fleury Moraes mudou-se para Santa Cruz do Rio Pardo ainda garoto, quando fundou o jornal “O Furinho”, que imprimia no mimeógrafo da escola.
Aos 17 anos, emancipou-se e abriu o semanário Debate, cuja primeira edição saiu em 17 de setembro de 1977 com o slogan "Uma voz livre em sua defesa".
O jornal Debate foi o jornal mais longevo de Santa Cruz do Rio Pardo, mantendo-se em funcionamento até o falecimento de Sérgio Fleury Moraes, em 23 de fevereiro de 2023, com linha editorial independente. O Debate teve entre seus colaboradores alguns expoentes da política brasileira, como Fernando Henrique Cardoso, Fernando Morais, Flávio Bierrenbach, José Aparecido e outros.
O periódico criado por Sérgio Fleury Moraes ganhou notoriedade nacional em 1997, quando o jornal foi condenado a pagar uma indenização de R$ 345.000,00 a um juiz em processo de indenização por danos morais – o que corresponderia 3,5 vezes o faturamento anual do jornal, segundo Moraes. Sérgio foi, então, convidado a participar do “Programa do Jô” e a escrever artigos nos grandes jornais do Brasil, como a Folha de S.Paulo. Antes disso, o jornalista chegou a ser preso por ordem do mesmo juiz, acusado de crime eleitoral.
A repercussão nacional do caso ensejou discussões sobre a constitucionalidade da Lei da Imprensa  – até que, em 2009, o Supremo Tribunal Federal declarou que a referida lei não foi recepcionada pela Constituição Federal de 1988. Sérgio teve um papel fundamental na derrubada da lei e, em razão disso, foi convidado para entregar, em 2009, o prêmio “Liberdade de Imprensa”, em evento promovido pela Associação Nacional dos Jornais (ANJ).
Sérgio manteve sua linha editorial independente até fevereiro de 2024, quando faleceu em razão de um câncer agressivo que havia descoberto recentemente. Sua morte gerou comoção dentro do jornalismo, ensejando a elaboração de nota de pesar pelo Sindicato dos Jornalistas Profissionais do Estado de São Paulo e lamentação de periódicos regionais, além da decretação de luto oficial por Santa Cruz do Rio Pardo.